# 374
374 (CCCLXXIV) var ett normalår som började en onsdag i den julianska kalendern.

## Händelser

### Maj
- 4 maj – Spjutkastande Ugglan blir kejsare över indianstaden Teotihuacan i nuvarande Mexiko.

### December
- 7 december – Ambrosius vigs till biskop av Milano.

## Födda
- Gwanggaeto den store, kung av Goguryeo

## Avlidna
- Gabinius, kung över quaderna
- Auxentius av Milano, ariansk teolog